# Thelymitra cyanea
Thelymitra cyanea är en orkidéart som först beskrevs av John Lindley, och fick sitt nu gällande namn av George Bentham. Thelymitra cyanea ingår i släktet Thelymitra och familjen orkidéer. Inga underarter finns listade i Catalogue of Life.